# Thomas Crean
No confundir con Thomas Joseph Crean, quien recibió la Cruz Victoria
Thomas (Tom) Crean (Annascaul, 20 de julio de 1877 - Cork, 27 de julio de 1938) fue un marino y explorador antártico irlandés.
Dotado de una gran fuerza tanto corporal como mental, se hizo famoso por su participación en tres de las mayores expediciones británicas a la Antártida: la Discovery (1901-1904), la Terra Nova (1910-1913, dirigida por Robert Falcon Scott), y la Expedición Endurance (1914-1917, dirigida por Ernest Shackleton, en la que se distinguió por participar activamente, junto con Frank Wild y Frank Worsley, en el salvamento de las personas que participaron en esta última y, como las anteriores, también desdichada expedición).

## Primeros años
Crean nació en Annascaul, en el condado de Kerry, cerca de Dingle. Se alistó en la Royal Navy cuando tenía 15 años, mintiendo sobre su edad para que lo admitieran. 

## La expediciónTerra Nova(1910-1913)

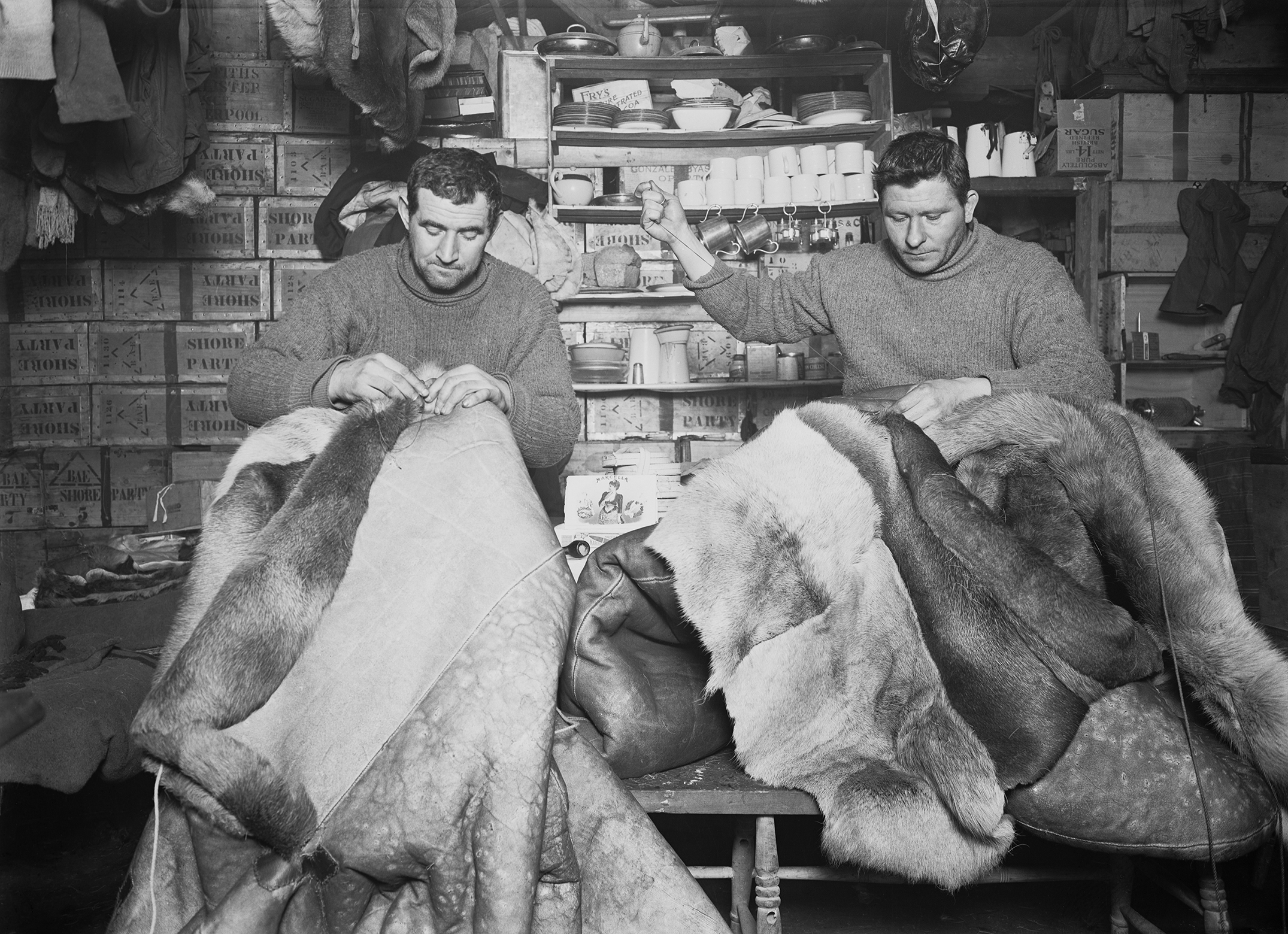
Tom Crean y Edgar Evans cosiendo sacos de dormir (1911).

Para esta expedición, Robert Falcon Scott dijo que solo podía confiar plenamente en un puñado de hombres: entre ellos, William Lashly, el contramaestre Edgar Evans y el propio Tom Crean. 
Crean y Lashly, junto con el teniente Edward Evans, formaban el último equipo de apoyo que acompañaría a Scott hasta las proximidades del Polo Sur; el teniente Evans, el teniente Henry Robinson Bowers, el doctor Edward Wilson, el contramaestre Edgar Evans y el capitán del ejército Lawrence Oates eran los elegidos para pisar el Polo. Sin embargo, cuando se hallaban a 150 millas del objetivo de la expedición, el equipo de apoyo de Crean, Lashly y Evans cedió al de Scott gran parte de los alimentos que transportaba y retrocedió hacia la base. 
En el viaje de vuelta, el teniente Evans enfermó gravemente de escorbuto y no podía continuar marchando por la nieve las 750 millas que aún les quedaban por recorrer. Crean y Lashly se negaron a abandonarlo en el hielo y lo ayudaron a seguir. Sin embargo, cuando estaban a 35 millas de la base, faltos de alimentos y de combustible y con Evans ya agonizando, decidieron que uno de ellos permanecería cuidando al teniente, mientras que el otro iría hasta el campamento base para solicitar ayuda. Tom Crean se ofreció voluntario para esta misión. Emprendió una penosa marcha de 18 horas a través de una intensa ventisca, pero consiguió la ayuda deseada; en efecto, una expedición de socorro pudo traer con vida a Evans y Lashly.
Por salvar la vida del teniente Evans, a Crean y Lashly se les concedió la prestigiosa Albert Medal. Meses después, Crean participó en la expedición que encontró los cadáveres de Scott y dos de sus compañeros, fallecidos al volver del Polo.

## La ExpediciónEndurance(1914-1917)

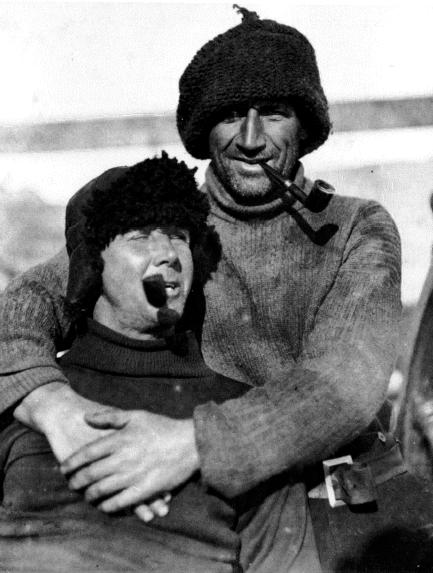
Tom Crean y Alf Cheetham a bordo del Endurance (1914).

Al igual que Robert Falcon Scott, Ernest Shackleton confiaba plenamente en Tom Crean.
Después de que su barco fuera destruido por el hielo que lo tenía atrapado, la tripulación tuvo que utilizar los botes salvavidas para navegar a través del helado Mar de Weddell, para después iniciar una nueva travesía hasta la Isla Elefante. Una vez allí, reconstruyeron uno de los botes —el James Caird— en el que seis hombres, incluidos Shackleton y Crean, irían hasta Georgia del Sur en busca de ayuda en el que ha sido considerado uno de los viajes más extraordinarios para una embarcación de ese tipo, y muestra de la habilidad marinera del navegante de la travesía, Frank Worsley, capaz de orientarse entre tormentas y olas enormes, empleando un diminuto sextante.
Puesto que tomaron tierra en la costa sur de la isla, que estaba deshabitada, y como el bote no resistiría la travesía para rodear la isla, tres de los hombres, de nuevo incluyendo a Shackleton y Crean, atravesaron la montañosa isla (cabe destacar que salvo el perfil de la costa, la isla aún no había sido cartografiada, por lo que su interior era completamente desconocido). Llegaron a la estación ballenera de Grytviken, cansados y sucios, pero prepararon la expedición de rescate de los 22 compañeros que habían dejado en la Isla Elefante, rescatándolos tras varios intentos infructuosos a causa de la meteorología, 22 meses después.

## Tras su paso por laAntártida

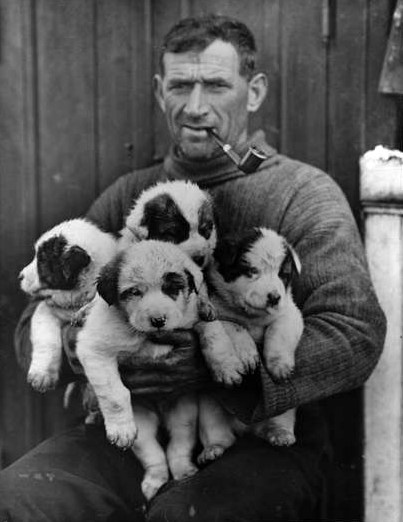
Tom Crean con unos cachorros de perros de trineo (1914).

Tras volver a casa, Crean sirvió durante la Primera Guerra Mundial, y se retiró de la marina en 1920. Se casó y abrió un pequeño pub llamado The South Pole Inn.
Durante toda su vida, Crean se mostró como un hombre extremadamente modesto. Cuando volvió a Kerry, guardó todas sus medallas y no volvió a hablar nunca de sus experiencias en la Antártida.
Murió en 1938 como consecuencia de una perforación del apéndice.

## Su memoria
Al menos dos lugares conmemoran a Crean: el Monte Crean (2550 m), en la Tierra Victoria, y el Glaciar Crean, en Georgia del Sur.
Crean también es recordado con una marca de cerveza Pale Ale, de la compañía de bebidas Endurance 
El buque RV Tom Crean del Marine Institute de Irlanda fue bautizado en su honor.